# Sebaldusgrab

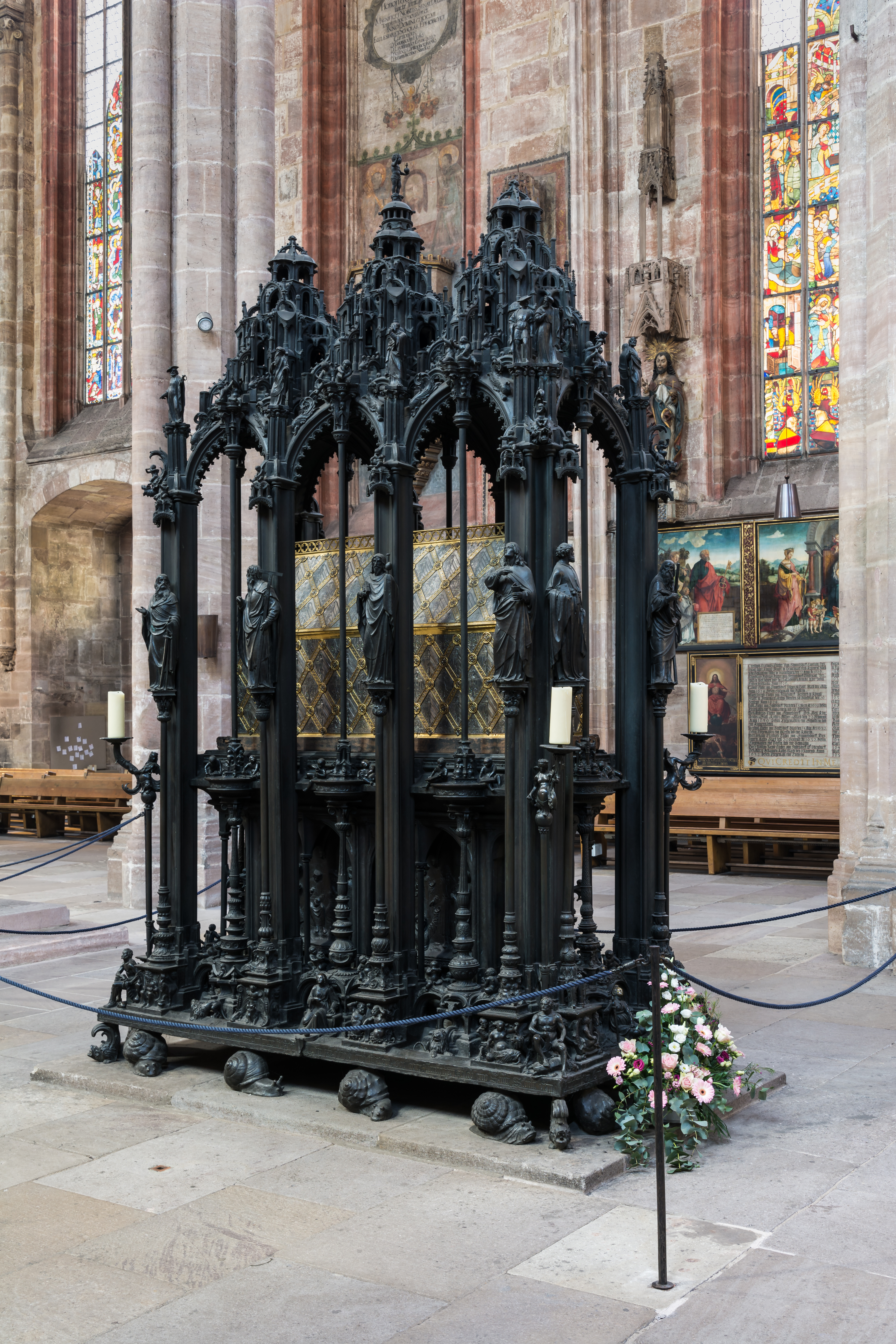
Sebaldusgrab

Das Grabmonument des Heiligen Sebaldus von Nürnberg in der gleichnamigen Nürnberger Kirche ist eines der bedeutendsten deutschen Bronzebildwerke am Übergang vom Mittelalter zur Renaissance. Peter Vischer und seine Nürnberger Gießerwerkstatt schufen das Werk mit seinem reichen figürlichen Schmuck zwischen 1507 und 1517 im Auftrag der Kirchenpflegschaft von St. Sebald. Es bildet ein offenes Gehäuse um den eigentlichen, älteren Reliquienschrein.

## Geschichte
Für die Reliquien des Sebaldus von Nürnberg, den seit dem 11. Jahrhundert in Nürnberg verehrten Heiligen, der zum Stadtpatron avancierte und 1425 heiliggesprochen wurde, hatte schon gegen 1397 ein Nürnberger Goldschmied einen mit Silberblech beschlagenen kastenförmigen Schrein gefertigt.
Gegen Ende des 15. Jahrhunderts schien es notwendig, dieses Reliquiar mit einem Gehäuse zu sichern. Aus dem Jahr 1488 existiert ein Riss, der mit seinen spätgotischen Formen so eng mit dem Stil des steinernen Sakramentshauses von Adam Kraft verwandt ist, dass die Zeichnung ebenfalls diesem Bildhauer zugeschrieben wird. Für die Ausführung wird vor allem die Vischersche Erzgießerhütte infrage gekommen sein, doch starb im gleichen Jahr 1488 Hermann Vischer der Ältere. Dies verzögerte wohl den Beginn der Arbeiten, denn erst 1507 erhielt Peter Vischer den Auftrag zur Ausführung. 1508 müssen laut einer Inschrift die ersten Teile gegossen worden sein.
Eine Inschrift auf dem Sockel nennt 1519 als Jahr der Vollendung. Seitdem umschließt das Werk den silbernen Schrein im spätgotischen Hallenchor. Nur vorübergehend stand es im 19. Jahrhundert im Westchor. Die Zerstörungen des Zweiten Weltkriegs überstand das Sebaldusgrabmal unter einem Schutz aus Beton. 1957 wurde es um ein Joch nach Osten verschoben.

## Gestalt
Im Gegensatz zum himmelanstrebenden Entwurf von 1488 beschränkt sich das ausgeführte Werk auf eine Höhe von 4,71 m. Geblieben ist von der gotischen Idee, dass eine rechteckige, mit Reliefs umgebene Tumba als Sockel für den Schrein von einem allseitig offenen Arkadengebilde aus drei Jochen umfasst wird, das oben von Gewölben aus Architekturelementen bekrönt wird. Diese „gotische“ Struktur wird mit renaissancistischen Detailmotiven gefüllt: Säulchen bekommen Balusterform und im Faltenstil hat sich die spätgotische Knittrigkeit verloren.

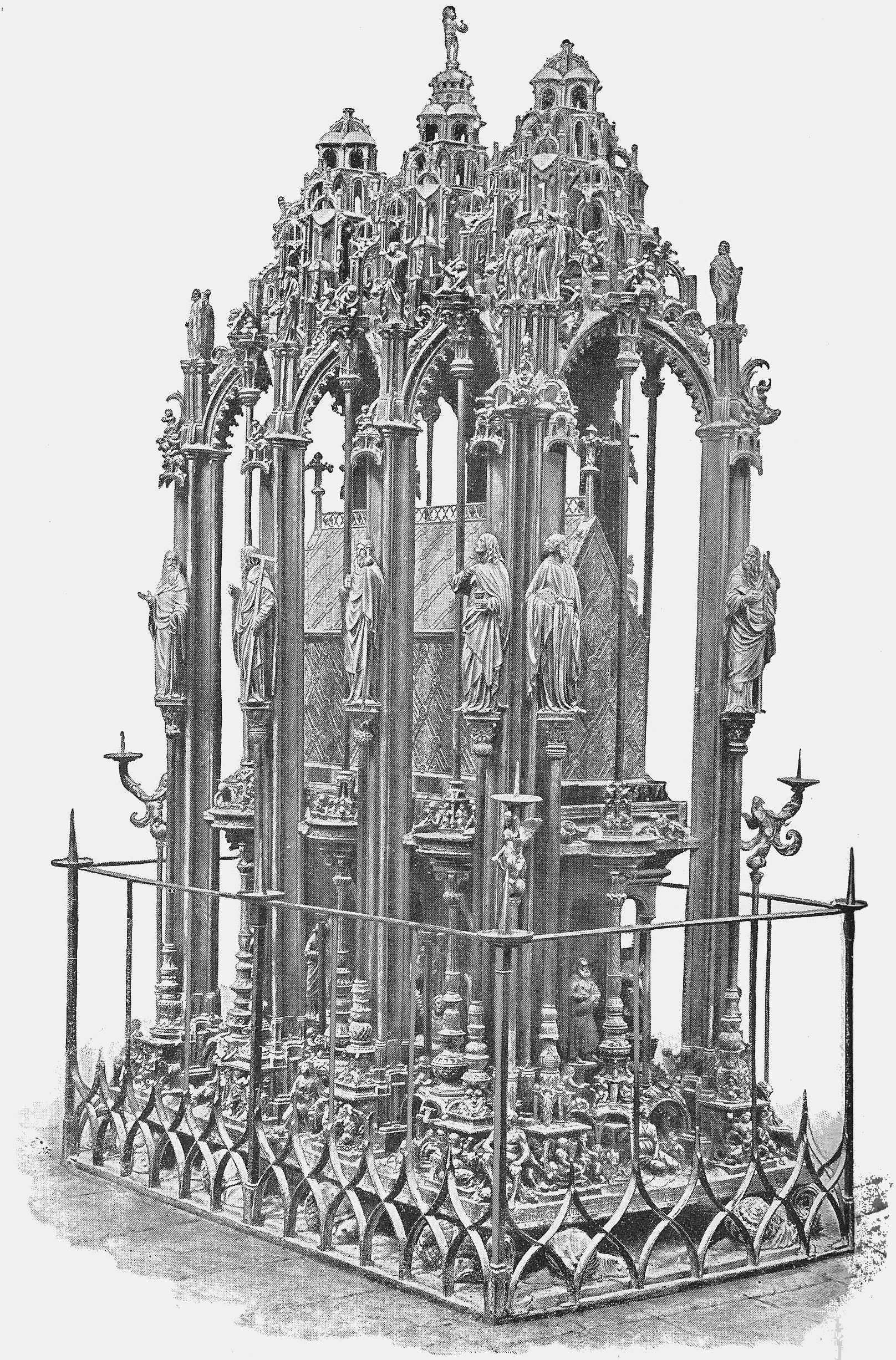
Zeichnung
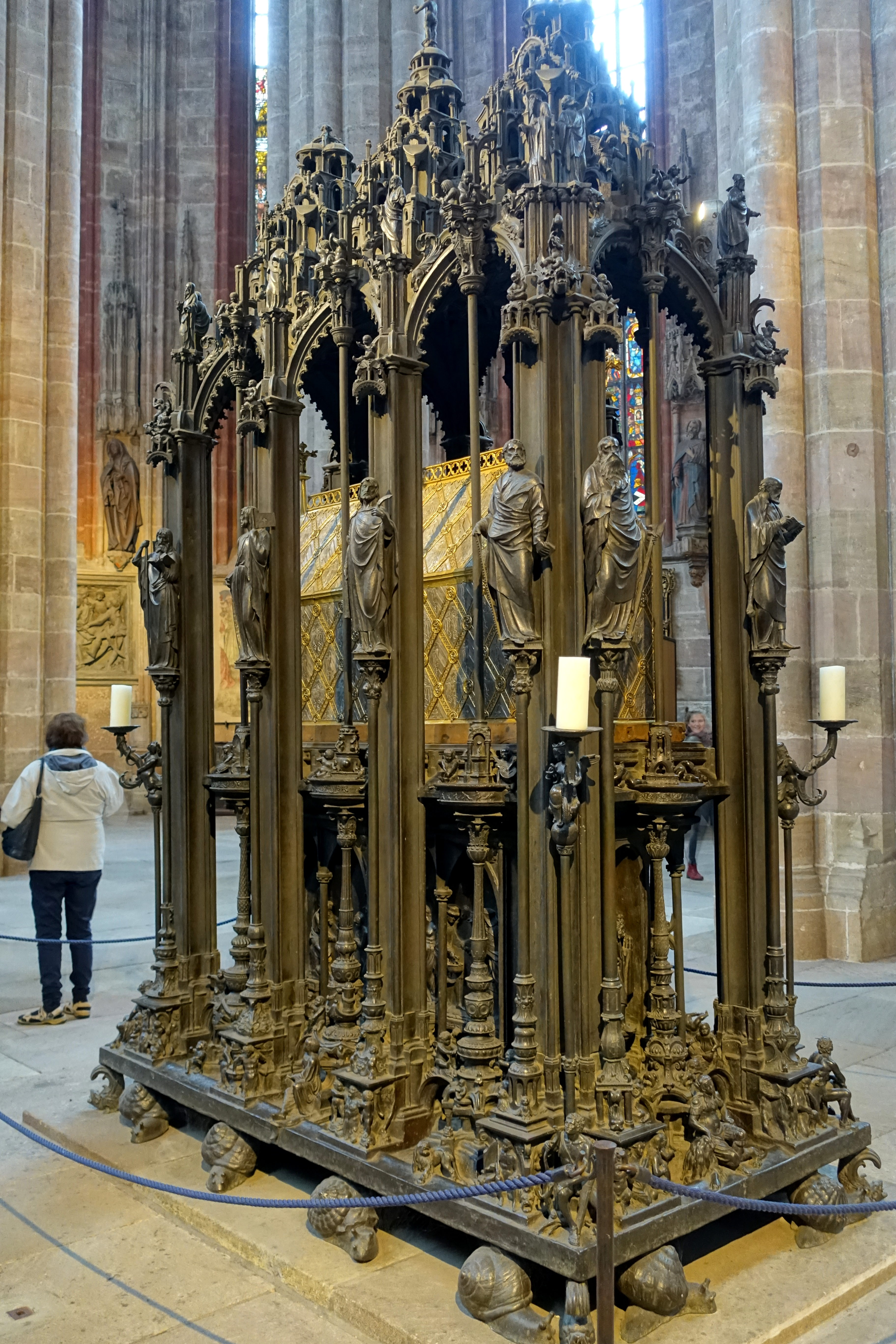
Gesamtansicht
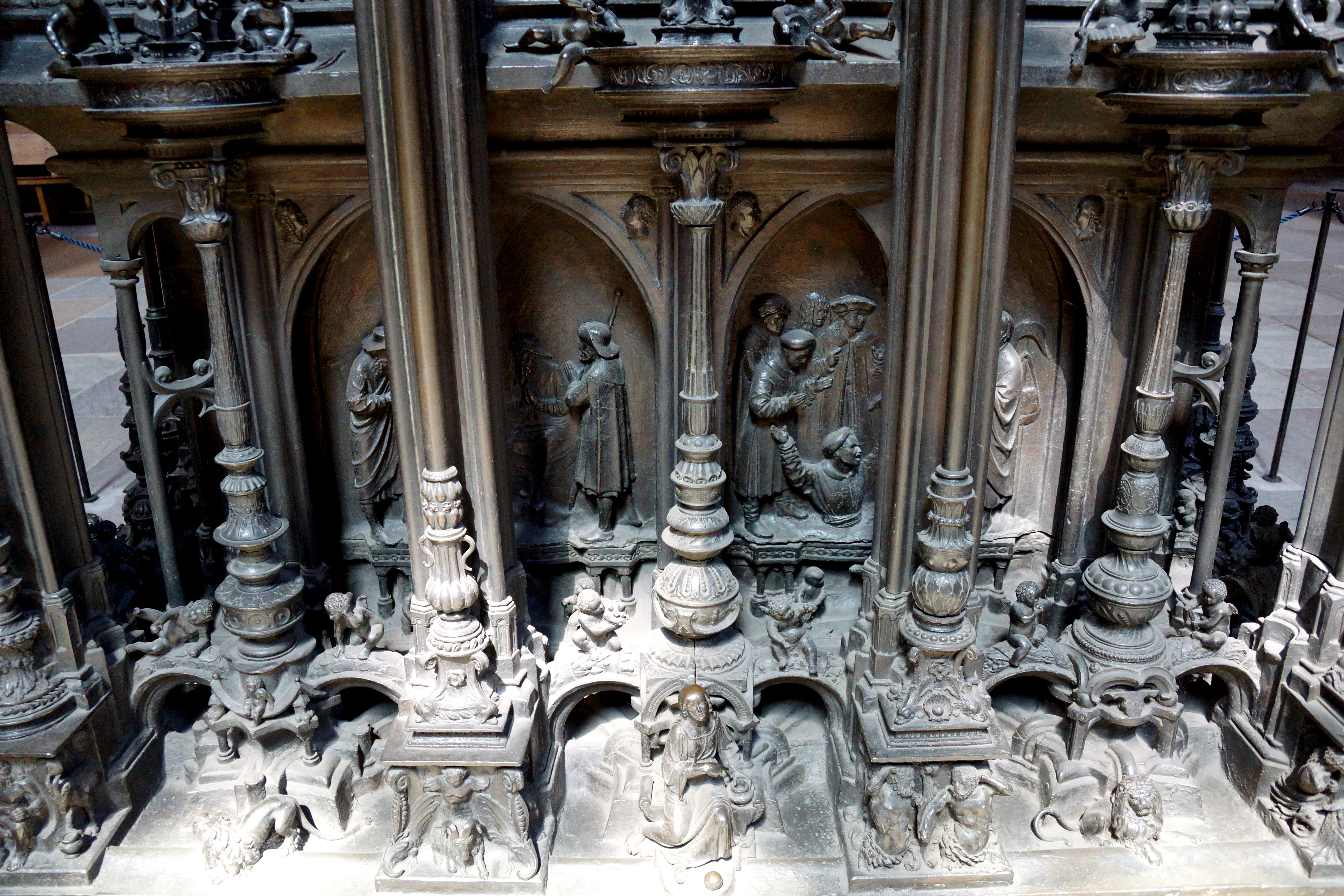
Sockelzone
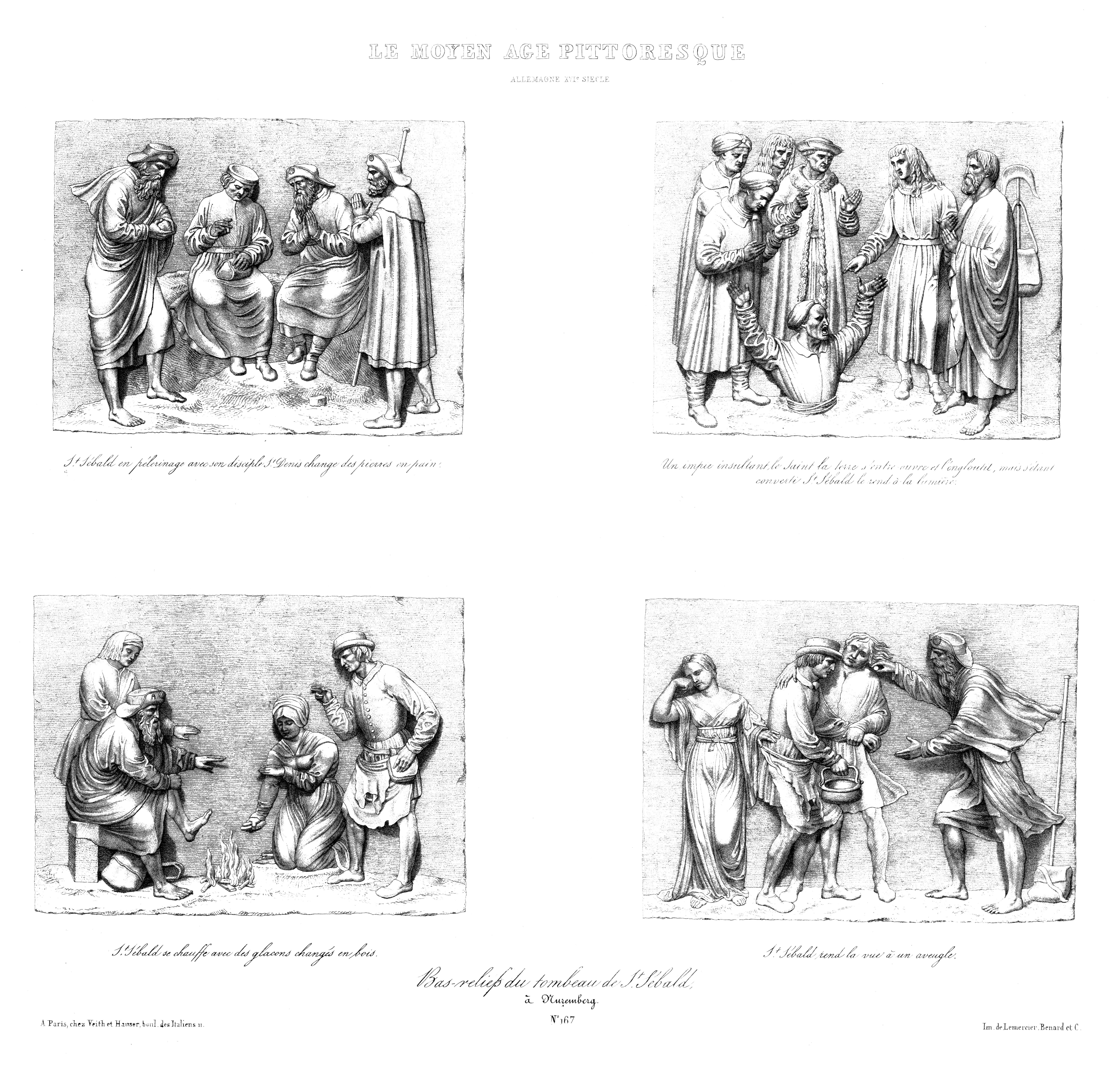
Umzeichnungen der Sockelreliefs von 1838
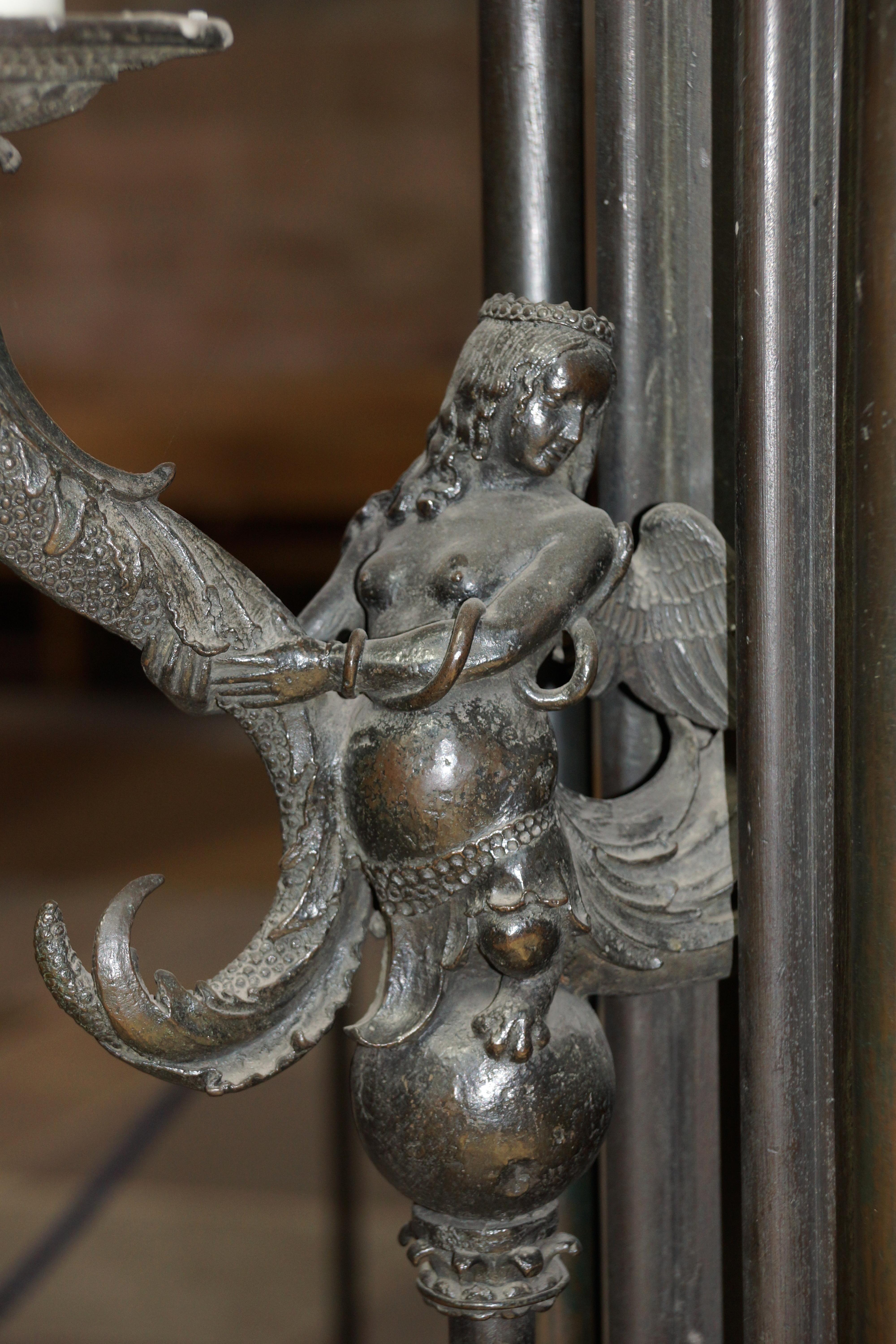
Leuchterweibchen
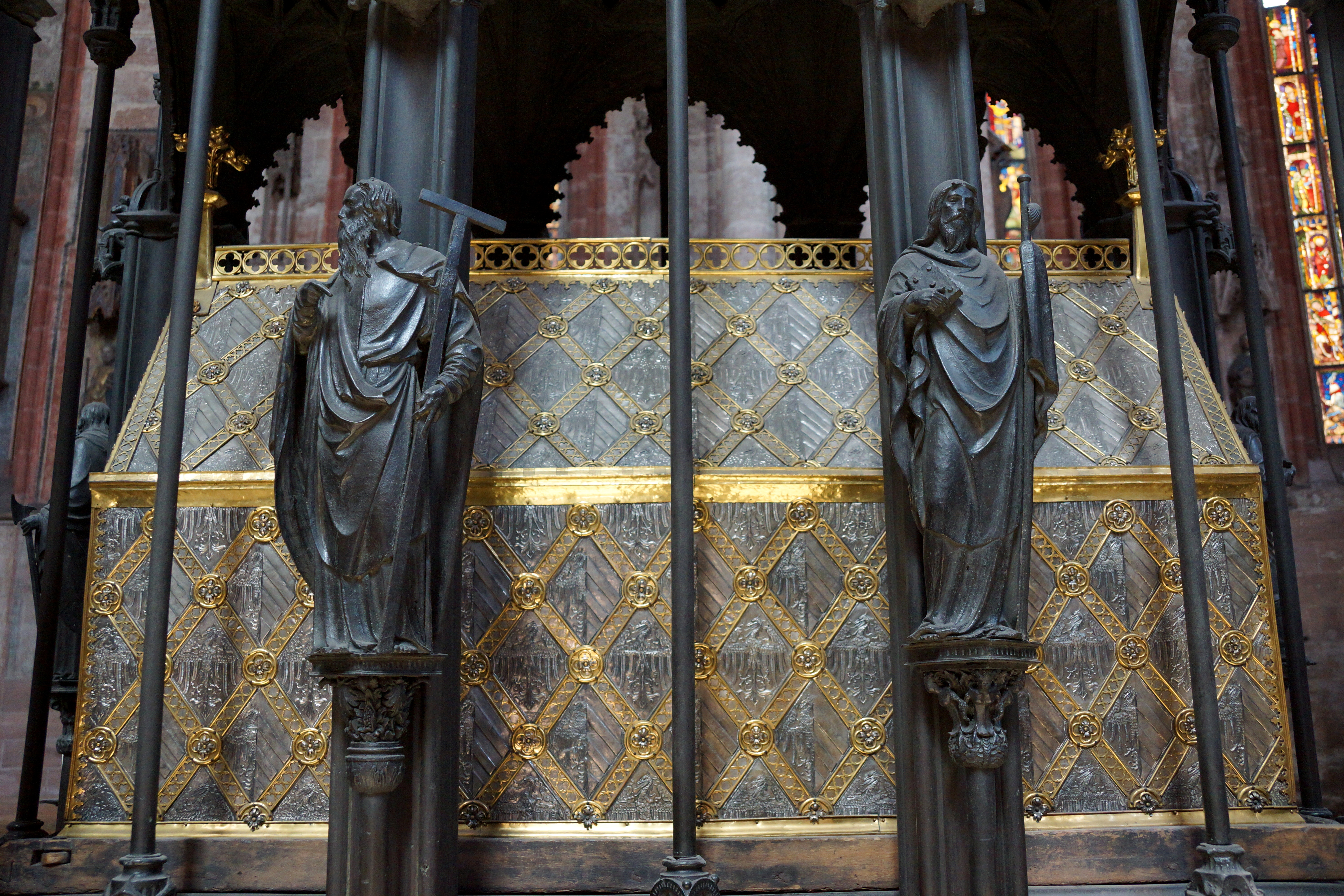
Figuren der Apostel Philippus und Jakobus d. Ä. vor dem Schrein

## Ikonographie
Die Sockelplatte lagert auf vollplastisch gegossenen Schnecken und Delphinen. Auf den Ecken sitzen nicht immer eindeutig benennbare biblische und mythologische Helden in „heroischer Nacktheit“. Personifikationen, Putten, Tritone und andere allegorische Kleinfiguren bevölkern diese Zone.
Einige der Figuren, z. B. die Frau, die sich als Symbol der Eitelkeit im Spiegel anschaut, haben ein unmittelbares Vorbild in Zeichnungen von Jacopo de’ Barbari, wie Paul Johanneis bemerkte. De Barbari war drei Jahre als königlicher Hofmaler in Nürnberg.
Zwölf vor die Säulchen des Baldachins gestellte Apostelfiguren umgeben in Augenhöhe den nur heraldisch dekorierten Schrein. Auf dessen Sockel bedecken Reliefs mit genrehaften Szenen aus der Heiligenlegende die Längsseiten: Eiszapfenwunder, Blindenheilung, Weinwunder und Ketzerbekehrung. In den Nischen der Schmalseiten stehen der hl. Sebaldus mit dem Kirchenmodell und, angetan mit dem Lederschurz des Gießmeisters, Peter Vischer selbst.